# Ambargürgen, Akkuş
Ambargürgen là một xã thuộc huyện Akkuş, tỉnh Ordu, Thổ Nhĩ Kỳ. Dân số thời điểm năm 2010 là 258 người.